# 橋本鶏二
橋本 鶏二（はしもと けいじ、1907年11月25日 - 1990年10月2日）は、日本の昭和期の俳人、エッセイスト。三重県伊賀市（旧上野市）小田に生まれる。本名、秀雄（ひでお）。高浜虚子に師事。俳誌「年輪」を主幹し、数多くの門人を育てた。俳人協会元顧問。三重県民功労者。

## 人物
十代より文学に親しみ、若くして両親を失い、俳句に傾倒。1925年に高浜虚子に師事し『ホトトギス』に投句。1943年、『ホトトギス』6月号で初めて巻頭を飾り、さらに1945年に同誌3月号の巻頭句「鳥のうちの鷹に生まれし汝かな」は高い評価を受け、鷹を詠んだ秀句が多いことから「鷹の鶏二」として知られるようになる。
1950年頃より旅を日常とし、自然との出会いの中に新しい自らの生命を求めて、掴んだものが形象をなすまで心を攻める激しい修行者のごとき生活を送った。1957年、俳誌「年輪」を創刊主催。「自然とそして謙虚な客観写生の律調がより渾然とし、より醇乎たる境地に生育することを望む」と発刊の意図を記した。かねてより親交のあった野見山朱鳥らと四誌連合会を結成、伝統俳句に新風を起こした。
清雅温厚な中に、対象を透徹した眼でとらえ表現した「詠み込んだ写生」の句によって伝統俳句に新境地を開いた。その作句の姿勢は、「雪月花彫りてぞ詠（うた）ふ」という自身の俳句創作理念に示される。詩人の大岡信は鶏二の句について「虚子の写生説を徹底して信奉する一方で、言葉そのものの美を求道者のように追求し、独自の作風を築いた」と紹介した。

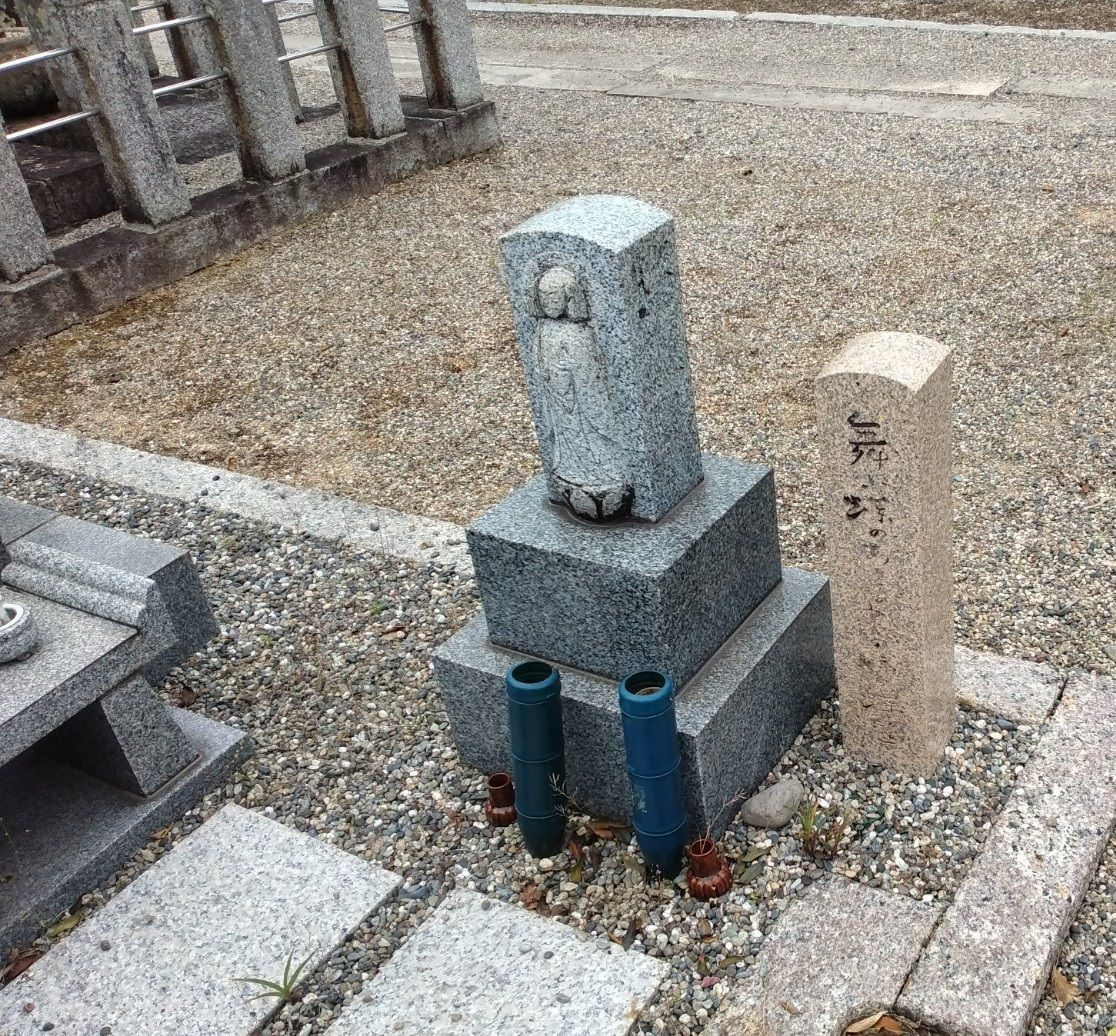
橋本鶏二の墓(伊賀市開花寺)

1955年より25年間、名古屋市に居住し、1980年に三重県伊賀市に帰住、松尾芭蕉生家と遺髪塚のほとりに住む。1984年句集「鷹の胸」で俳人協会賞受賞。墓所は伊賀市開花寺。

## 経歴
- 1907年 三重県上野市（現・伊賀市）小田に生まれる
- 1921年 小田尋常小学校高等科卒業後、伊賀製麺会社に勤務
- 1922年 両親死亡。俳句に傾倒する
- 1925年 高浜虚子に師事
- 1929年 村井小丸と結婚
- 1930年 長谷川素逝と深交
- 1943年 『ホトトギス』6月号で初めて巻頭を飾る
- 1944年 『ホトトギス』3月号の巻頭句「鳥のうちの鷹に生まれし汝かな」で高い評価を受ける
- 1944年 名古屋三菱重工業へ徴用
- 1946年 素逝主催、鶏二編集にて「桐の葉」復刊。素逝死去により継承主催
- 1949年 第一句集「年輪」刊　序文・高浜虚子
- 1957年 俳誌「年輪」を創刊主催

## 主な著作
- 『橋本鶏二全句集』（角川書店）
- 『続・橋本鶏二全句集』（角川書店）
- 『年輪』
- 『松囃子』
- 『山旅波旅』
- 『朱』
- 『聖顔』
- 『汝鷹(なたか)』
- 『鳥欅』
- 『花袱紗』
- 『二つを一つのごとく』
- 『鷹の胸』
- 『欅』
- 『傀儡』（俳諧詩集）
- 『随筆歳時記』（エッセー集）
- 『写生片言』（俳句論集）
- 『橋本鶏二集』（俳人協会版）
- 『橋本鶏二集』（牧羊社版）
- 『俳句実作者の言葉』（俳句論集）
- 『素逝研究・砲車編』（俳句論集）
- 『写生片言』（俳句論集）
- 『消息』（俳句論集）

## 主な寄稿（エッセー等）
- 「朝日新聞」
- 「俳句研究」

## 選者としての活動
- 『桐の葉』（主催・俳句雑誌）
- 『桐の花』（主催・俳句雑誌）
- 『鷹』（主催・俳句雑誌）
- 『雪』（主催・俳句雑誌）
- 『年輪』（主催・俳句雑誌）
- 「中日俳壇」（中日新聞）
- 「南日新聞」（南日本新聞)
- 芭蕉祭 芭蕉翁献詠俳句（伊賀市主催）

## 主な句碑
- 三重県伊賀市小田町 開化寺（2010年12月23日建立）[2]
- 三重県伊賀市 小田公民館入口（1968年11月建立）[3]
- 三重県四日市市日永二丁目 藤田一司氏邸[4]
- 三重県鳥羽市石鏡町 ホテル秀丸庭（1983年1月建立）[5]
- 三重県伊勢市二見町 二見海岸公園（1988年11月建立）[6]
- 三重県多気郡 丹生本楽寺（1984年11月建立）[7]
- 滋賀県長浜市 長浜八幡神社
- 愛知県南知多町 山海 中之院山門前
- 愛知県蟹江町

## 主な研究書
中村雅樹『俳人 橋本鶏二』（本阿弥書店）

## その他
- 三重県立図書館に関係資料が保存されている。
- 三重県伊賀市立上野西小学校校歌の作詞（作曲武満徹）